# Лягоминщина
Лягоминщина (хутір Лягоминщина) — на даний момент неіснуючий населений пункт на Полтавщині. Існував до Другої Світової війни на території сучасного Шишацького району. Найближчий існуючий населений пункт — с. Воскобійники.
Згадується у XXXIII томі «Полтавская губернія. Списокъ населенныхъ мѣстъ по свѣдѣниямъ 1859 года» як козацький хутір Лягоминський при колодязі. Було зареєстровано 6 дворів. Населення: 21 чоловік, 10 жінок.
В 1880-х роках х. Лягоминщина відносився до парафії Миколаївської православної церкви с. Ковалівка Зіньківського повіту Полтавської губернії. Метрична книга для запису народжених парафіян за 1884 та 1888 рр. міститься в Державному архіві Полтавської області [Архівовано 21 вересня 2015 у Wayback Machine.].
Хутір розміщувався на озері, утвореному річкою Стеха. Озеро було знищено в результаті робіт з меліорації.
Хутір постраждав від Голодомору 1932—1933 рр. Кількість жертв не встановлена.
Зараз балкова система річки Стеха (протяжність 11 км), де розташовувався хутір, має історичну назву — Лягоминщина.

## Також
- Перелік населених пунктів, що постраждали від Голодомору 1932—1933 (Полтавська область)